# Municipio de Rome (condado de Crawford)
El municipio de Rome (en inglés: Rome Township) es un municipio ubicado en el condado de Crawford en el estado estadounidense de Pensilvania. En el año 2000 tenía una población de 1.745 habitantes y una densidad poblacional de 16 personas por km².

## Geografía
El municipio de Rome se encuentra ubicado en las coordenadas 41°43′00″N 79°36′59″O / 41.71667, -79.61639.

## Demografía
Según la Oficina del Censo en 2000 los ingresos medios por hogar en la localidad eran de $29,239 y los ingresos medios por familia eran de $33,942. Los hombres tenían unos ingresos medios de $29,167 frente a los $20,000 para las mujeres. La renta per cápita de la localidad era de $12,035. Alrededor del 19,5% de la población estaba por debajo del umbral de pobreza.